# Переклад з англійської
Переклад з англійської (рос. Перевод с английского) — радянський художній телефільм 1972 року, знятий Творчим об'єднанням «Екран».

## Сюжет
Студент-практикант педагогічного інституту тимчасово замінив досвідчену викладачку — керівника «важкого» шостого класу…

## У ролях
- Майя Булгакова — Віолетта Львівна, вчителька англійської мови
- Георгій Тараторкін — Віталій Павлович Дудін, вчитель математики
- Андрій Тенета — Льоня Пушкарьов
- Юлія Туровцева — Галя Мартинцева
- Іван Свиридов — Андрій Коробов
- Євген Близнюк — Гродненський
- Галина Боровик — Тамара Петрова
- Армен Джигарханян — батько Пушкарьова
- Валентина Тализіна — мама Пушкарьова
- Олександра Климова — Ніна Максимівна, директор школи
- Євген Перов — Петро Коробов, батько Андрія Коробова
- Анатолій Баранцев — доцент Філіп Антонович
- Ніна Агапова — Люся Коробова, мама Андрія Коробова
- Геннадій Захаров — Курочкін
- Наталія Поліванова — Олена Родіонова
- Олександр Соловйов — Козлов, брат-близнюк, юннат
- Олексій Соловйов — Козлов, брат-близнюк, юннат
- Ольга Сеніна — Таня Сопеліна, голова ради загону
- Сергій Ейбоженко — Гриша Тарасюк
- Ігор Кашинцев — учитель Микола Миколайович
- Ольга Маркіна — епізод
- Римма Солнцева — Зоя Григорівна, вчителька
- Ніна Чуб — Людмила Степанівна (Людочка), молода вчителька
- Валентина Журавська — бабуся Коробова
- Ольга Барнет — Інга, знайома Віталія Павловича
- Дмитро Полонський — Ваня Пушкарьов, молодший брат Льоні Пушкарьова
- Надія Самсонова — прибиральниця в школі
- Вадим Мадянов — епізод
- Роман Мадянов — школяр

## Знімальна група
- Режисер — Інесса Селезньова
- Сценаристи — Георгій Полонський, Наталія Долиніна
- Оператор — Володимир Ошеров
- Композитор — Володимир Дашкевич
- Художник — Валентина Гордєєва